# Philipp Lorenz Geiger
Pour les articles homonymes, voir Geiger.
Philipp Lorenz Geiger, né le 29 août 1785 à Freinsheim et mort le 19 janvier 1836 à Heidelberg, est un pharmacien-chimiste allemand, célèbre pour ses travaux sur les alcaloïdes.

## Biographie
Professeur de botanique, il exerce comme pharmacien à Rastadt, Karlsruhe et Heidelberg et reçoit la chaire de pharmacie à l'université d'Heidelberg. 
Rédacteur du Magazin für Pharmacie und die dahin einschlagenden Wissenschaften (vol. 7 à 36) puis des Annaes. des pharmacie avec Justus Liebig et Johann Trommsdorff, on lui doit des travaux sur la rhubarbe, le musc, les semences de ricin, les alcaloïdes du quinquina, les solanées, l'opium et la morphine. 
Il est aussi l'auteur du premier volume de la Pharmacopoeia universalis et conjointement à Karl Friedrich Mohr du deuxième volume.

## Publication
- Pharmaceutische Botanik, avec Christian Gottfried Daniel Nees von Esenbeck, 2 volumes, 1839–40.
- Pharmaceutische Zoologie, 1839
- Handbuch der Chemie : mit Rücksicht auf Pharmacie, avec Justus Liebig, 2 volumes, 1843[2]